# Ciak d'oro per i migliori costumi

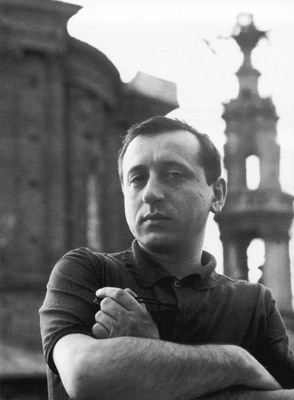
Danilo Donati è stato il primo vincitore del premio, conquistandone due in totale.

Il Ciak d'oro per i migliori costumi è un premio assegnato nell'ambito dei Ciak d'oro a un costumista in un film di produzione italiana. Viene assegnato attraverso una giuria tecnica composta da giornalisti e esperti del settore dal 1986.

## Vincitori e candidati
I vincitori sono indicati in grassetto, a seguire gli altri candidati.

### Anni 1980
- 1986 – Danilo Donati per Ginger e Fred[1]
  - Alberto Spiazzi per Festa di laurea
  - Aldo Buti per La venexiana
  - Jost Jakob e Stefania D'Amario per Miranda
  - Mario Carlini per Sotto il vestito niente
  - Walter Patriarca per Tex e il signore degli abissi
  - Raffaella Leone per Troppo forte
- 1987 – Gabriella Pescucci per La famiglia[1]
  - Marisa D'Andrea per D'Annunzio
  - Giulia Mafai per L'inchiesta
  - Anna Anni e Maurizio Millenotti per Otello
  - Bruna Parmesan e Marina Straziota per Via Montenapoleone
- 1988 – Carlo Diappi per Oci ciornie[1]
  - Marina Sciarelli e Alberte Barsacq per Domani accadrà
  - Nanà Cecchi per Gli occhiali d'oro
  - Christiana Lafayette per Le vie del Signore sono finite
  - Lia Francesca Morandini per Opera
- 1989 – Lina Nerli Taviani per I ragazzi di via Panisperna[1]
  - Lina Nerli Taviani per Cavalli si nasce
  - Danilo Donati per Francesco
  - Aldo Buti per La maschera
  - Alberto Verso per Rebus

### Anni 1990
- 1990 – Gabriella Pescucci per Le avventure del barone di Munchausen[1]
  - Marcella Niccolini per Il bacio di Giuda
  - Maurizio Millenotti per La voce della Luna
  - Milena Canonero e Alberto Verso per Mio caro dottor Gräsler
  - Graziella Virgili per Storia di ragazzi e di ragazze
- 1991 – Odette Nicoletti per Il viaggio di Capitan Fracassa[1]
  - Maurizio Millenotti per Amleto
  - Antonella Berardi per I divertimenti della vita privata
  - Nicoletta Ercole per La casa del sorriso
  - Gianna Gissi per Porte aperte
- 1992 – Lina Nerli Taviani per Rossini! Rossini![1]
  - Graziella Virgili e Carla Bertoni per Bix
  - Nelli Fomina per Il proiezionista
  - Carlo Diappi per La puttana del re
  - Lia Francesca Morandini per Una storia semplice
- 1993 – Simonetta Leoncini per La valle di pietra[2]
  - Marta Scarlatti per Confortorio
  - Enrica Biscossi per Gangsters
  - Metella Raboni per Morte di un matematico napoletano e Nessuno
  - Paola Artioli per Nero.
- 1994 – Sissi Parravicini per Magnificat[3]
  - Lina Nerli Taviani per Fiorile
  - Elisabetta Beraldo per Jona che visse nella balena
  - Ortensia De Francesco per Libera
  - Katia Dottori per Mille bolle blu
- 1995 – Paola Rossetti per Barnabo delle montagne[1]
  - Gianni Gissi per Camerieri
  - Paola Marchesin per Con gli occhi chiusi
  - Steno Tonelli per Dichiarazioni d'amore
  - Maurizio Millenotti per OcchioPinocchio
- 1996 – Elisabetta Beraldo per Sostiene Pereira[4]
  - Metella Raboni per L'amore molesto
  - Vittoria Guaita per L'arcano incantatore
  - Beatrice Bordone per L'uomo delle stelle
  - Lina Nerli Taviani per Le affinità elettive
- 1997 – Gabriella Pescucci per Albergo Roma[1]
  - Rossana Romanini per La frontiera
  - Carolina Ferrara per La lupa
  - Maria Pia Angelini per Luna e l'altra
  - Patrizia Chericoni e Florence Emir per Nirvana
- 1998 – Francesca Livia Sartori per Il principe di Homburg
  - Vittoria Guaita per Il testimone dello sposo
  - Maurizio Millenotti per Il viaggio della sposa
  - Danilo Donati per La vita è bella
  - Antonella Cannarozzi per Tano da morire
- 1999 – Maurizio Millenotti per La leggenda del pianista sull'oceano[1][5]
  - Gianna Gissi per Così ridevano
  - Gino Persico per Ferdinando e Carolina
  - Maria Rita Barbera per I piccoli maestri
  - Anna Anni, Jenny Beavan e Alberto Spiazzi per Un tè con Mussolini

### Anni 2000
- 2000 – Sergio Ballo per La balia[6]
  - Grazia Colombini per Appassionate
  - Alfonsina Lettieri per Canone inverso - Making Love
  - Claudio Cordaro per Il manoscritto del Principe
  - Katia Dottori per La via degli angeli
- 2001 – Elisabetta Montaldo per I cento passi[7]
  - Pappi Corsicato e Germana Melodia per Chimera
  - Odette Nicoletti per Concorrenza sleale
  - Nanà Cecchi per I cavalieri che fecero l'impresa
  - Maurizio Millenotti per Malèna
- 2002 – Francesca Livia Sartori per Il mestiere delle armi[8]
  - Antonella Berardi per Il più bel giorno della mia vita
  - Silvia Nebiolo per L'uomo in più
  - Metella Raboni per Luna rossa
  - Valentina Taviani e Francesca Casciello per Paz!
- 2003 – Danilo Donati per Pinocchio[9]
  - Anna Anni, Alberto Spiazzi e Alessandro Lai per Callas Forever
  - Andrea Viotti per El Alamein - La linea del fuoco
  - Mario Carlini e Francesco Crivellini per Il cuore altrove
  - Elena Mannini per Un viaggio chiamato amore
- 2004 – Elisabetta Montaldo per La meglio gioventù[10]
  - Silvia Nebiolo per Agata e la tempesta
  - Francesca Sartori per Cantando dietro i paraventi
  - Gemma Mascagni per Che ne sarà di noi
  - Zaira de Vincentiis per Non ti muovere
- 2005 – Daniela Ciancio per Il resto di niente[11]
  - Gianna Gissi per L'amore ritrovato
  - Maria Rita Barbera per La vita che vorrei
  - Lina Nerli Taviani per Lavorare con lentezza
  - Katia Dottori per Ma quando arrivano le ragazze?
- 2006 – Nicoletta Taranta per Romanzo criminale[12]
  - Lina Nerli Taviani per Il caimano
  - Sergio Ballo per Il regista di matrimoni
  - Francesco Crivellini per La seconda notte di nozze
  - Monica Simeone per Notte prima degli esami
- 2007 – Maria Rita Barbera per Mio fratello è figlio unico[13]
  - Lina Nerli Taviani per La masseria delle allodole
  - Francesca Sartori per Le rose del deserto
  - Maurizio Millenotti per N (Io e Napoleone) e Centochiodi
  - Mariano Tufano per Nuovomondo
- 2008 – Ortensia De Francesco per Lascia perdere, Johnny![14]
  - Silvia Nebiolo e Patrizia Mazzon per Giorni e nuvole
  - Milena Canonero per I Viceré
  - Maurizio Millenotti per Parlami d'amore
  - Francesca Sartori per Tutta la vita davanti
- 2009 – Maria Rita Barbera per Sanguepazzo[15]
  - Marina Roberti per Due partite
  - Daniela Ciancio per Il divo
  - Mario Carlini e Francesco Crivellini per Il papà di Giovanna
  - Grazia Colombini per Il seme della discordia

### Anni 2010
- 2010 – Gabriella Pescucci per La prima cosa bella[16]
  - Antonella Balsamo e Luigi Bonanno per Baarìa
  - Lia Francesca Morandini per L'uomo che verrà
  - Maurizio Millenotti per Tris di donne e abiti nuziali e L'uomo nero
  - Sergio Ballo per Vincere
- 2011 – Ursula Patzak per Noi credevamo[17]
  - Lina Nerli Taviani per Habemus Papam
  - Loredana Buscemi per I baci mai dati
  - Valentina Taviani per Io sono con te
  - Roberto Chiocchi per Qualunquemente
- 2012 – Rossano Marchi per La kryptonite nella borsa[18]
  - Andrea Cavalletto per I primi della lista
  - Katia Dottori per Il cuore grande delle ragazze
  - Alessandro Lai per Magnifica presenza
  - Francesca Sartori per Romanzo di una strage
- 2013 – Maurizio Millenotti, La migliore offerta e Reality[19]
  - Patrizia Chericoni per Educazione siberiana
  - Silvia Nebiolo per Il comandante e la cicogna
  - Roberto Chiocchi per Tutto tutto niente niente e Il volto di un'altra
  - Grazia Colombini per È stato il figlio
- 2014 – Daniela Ciancio per La grande bellezza[20]
  - Maria Rita Barbera per Anni felici
  - Bettina Pontiggia per Il capitale umano
  - Gemma Mascagni per L'ultima ruota del carro
  - Cristiana Ricceri per La mafia uccide solo d'estate
- 2015 – Ursula Patzak per Il giovane favoloso[21]
  - Maria Rita Barbera per Ho ucciso Napoleone
  - Nicoletta Ercole per Incompresa
  - Loredana Buscemi per Le meraviglie
  - Lina Nerli Taviani per Maraviglioso Boccaccio
- 2016 – Massimo Cantini Parrini per Il racconto dei racconti - Tale of Tales[22]
  - Giulia Piersanti per A Bigger Splash
  - Mary Montalto per Lo chiamavano Jeeg Robot
  - Maria Cristina La Parola per Veloce come il vento
  - Carlo Poggioli per Youth - La giovinezza
- 2017 – Massimo Cantini Parrini per Indivisibili[23]
  - Cristiana Ricceri per In guerra per amore
  - Annalisa Ciaramella per La parrucchiera
  - Katia Dottori per La pazza gioia
  - Beatrice Giannini ed Elisabetta Antico per La stoffa dei sogni
- 2018 – Alessandro Lai per Napoli velata[24]
  - Daniela Salernitano per Ammore e malavita
  - Giulia Piersanti per Chiamami col tuo nome (Call Me by Your Name)
  - Alberto Moretti per Come un gatto in tangenziale
  - Francesca Vecchi e Roberta Vecchi per Nico, 1988
- 2019 – Giulia Piersanti per Suspiria[25]
  - Ursula Patzak per Capri-Revolution
  - Fabio Zambernardi per Favola
  - Valentina Taviani per Il primo re
  - Loredana Buscemi per Lazzaro felice
  - Carlo Poggioli per Loro

### Anni 2020
- 2020 – Massimo Cantini Parrini per Favolacce e  Pinocchio[26]
- 2021 – Ursula Patzak per Qui rido io
  - Lavinia Bonsignore per Il silenzio grande
  - Andrea Cavalletto per Il cattivo poeta
  - Maria Cristina La Parola per Il mio corpo vi seppellirà
  - Nicoletta Taranta per L'incredibile storia dell'Isola delle Rose
  - Alessandro Lai per Tutti per 1 - 1 per tutti